# Sphaerowithius vafer
Sphaerowithius vafer är en spindeldjursart som först beskrevs av Beier 1966.  Sphaerowithius vafer ingår i släktet Sphaerowithius och familjen Withiidae. Inga underarter finns listade i Catalogue of Life.